# Asma bint Shihab
Pour les articles homonymes, voir Shihab.
Asma Bint Shihab al-Sulayhiyya, décédée en 1087, était la reine et co-souveraine du Yémen en co-régence avec son cousin et époux, Ali al-Sulayhi, et, par la suite, son fils, Ahmad al-Mukkaram, et sa belle-fille, Arwa al-Sulayhi, de 1047 à 1087.